# Comuna Vulturești, Vaslui
Vulturești este o comună în județul Vaslui, Moldova, România, formată din satele Buhăiești, Podeni, Voinești și Vulturești (reședința).

## Demografie
Componența etnică a comunei Vulturești
     Români (94,44%)
     Alte etnii (5,56%)
Componența confesională a comunei Vulturești
     Ortodocși (93,7%)
     Alte religii (0,54%)
     Necunoscută (5,76%)
Conform recensământului efectuat în 2021, populația comunei Vulturești se ridică la 2.031 de locuitori, în scădere față de recensământul anterior din 2011, când fuseseră înregistrați 2.236 de locuitori. Majoritatea locuitorilor sunt români (94,44%). Din punct de vedere confesional, majoritatea locuitorilor sunt ortodocși (93,7%), iar pentru 5,76% nu se cunoaște apartenența confesională. Pentru mai multe informatii privitoare la aceasta localitate, vizitati site-ul http://www.vulturesti.ro/ .

## Politică și administrație
Comuna Vulturești este administrată de un primar și un consiliu local compus din 11 consilieri. Primarul, Adrian Brîncă[*], de la Partidul Social Democrat, este în funcție din octombrie 2020. Începând cu alegerile locale din 2024, consiliul local are următoarea componență pe partide politice:
|  | Partid                          | Consilieri | Componența Consiliului | Componența Consiliului | Componența Consiliului | Componența Consiliului | Componența Consiliului | Componența Consiliului | Componența Consiliului | Componența Consiliului |
|  | ------------------------------- | ---------- | ---------------------- | ---------------------- | ---------------------- | ---------------------- | ---------------------- | ---------------------- | ---------------------- | ---------------------- |
|  | Partidul Social Democrat        | 8          |                        |                        |                        |                        |                        |                        |                        |                        |
|  | Partidul Național Liberal       | 2          |                        |                        |                        |                        |                        |                        |                        |                        |
|  | Alianța pentru Unirea Românilor | 1          |                        |                        |                        |                        |                        |                        |                        |                        |